# وادي الفتيني (حبيش)

تعديل مصدري - تعديل

وادي الفتيني محلة تابعة لقرية السهلة، التابعة لعزلة بني شبيب بمديرية حبيش إحدى مديريات محافظة إب في الجمهورية اليمنية، بلغ تعداد سكانها 124 حسب تعداد اليمن لعام 2004.